# 贺来
贺来，吉林大学人文学部部长、教授，主要从事马克思主义哲学、现代西方哲学等方面的研究工作。入选中华人民共和国教育部2008年度"长江学者"特聘教授、“新世纪百千万人才工程”国家级人选。